# Marie-Joseph-Angélique
Marie-Joseph-Angélique (zm. 1734 w Montrealu) - czarnoskóra niewolnica, skazana na karę śmierci za podpalenie.
Próbowała uciec od swojej właścicielki de Francheville do Nowej Anglii wraz z francuskim Kanadyjczykiem, który przypuszczalnie był jej kochankiem. Pochwycona i sprowadzona z powrotem do właścicielki, obawiając się wysłania do Indii Zachodnich, podpaliła dom de Francheville. Wiejący wiatr rozprzestrzenił pożar, w wyniku którego spłonęło 46 domów w Montrealu.
Marie-Joseph-Angélique została aresztowana, osądzona, skazana na karę śmierci przez spalenie i stracona.